# 緬甸廣場
緬甸廣場是位於緬甸仰光的大型購物中心，由越南的黃英嘉萊集團（HAGL）所有。於2015年竣工，同年12月5日開幕。商場由零售商店組成，包括家電和電子商店、生活商場、美容和時尚商店，以及一個4,000平方米的美食廣場，設有咖啡館、快餐店、餐廳和茶館。
2016年，附屬於廣場的五星級酒店—仰光美利亞酒店落成。

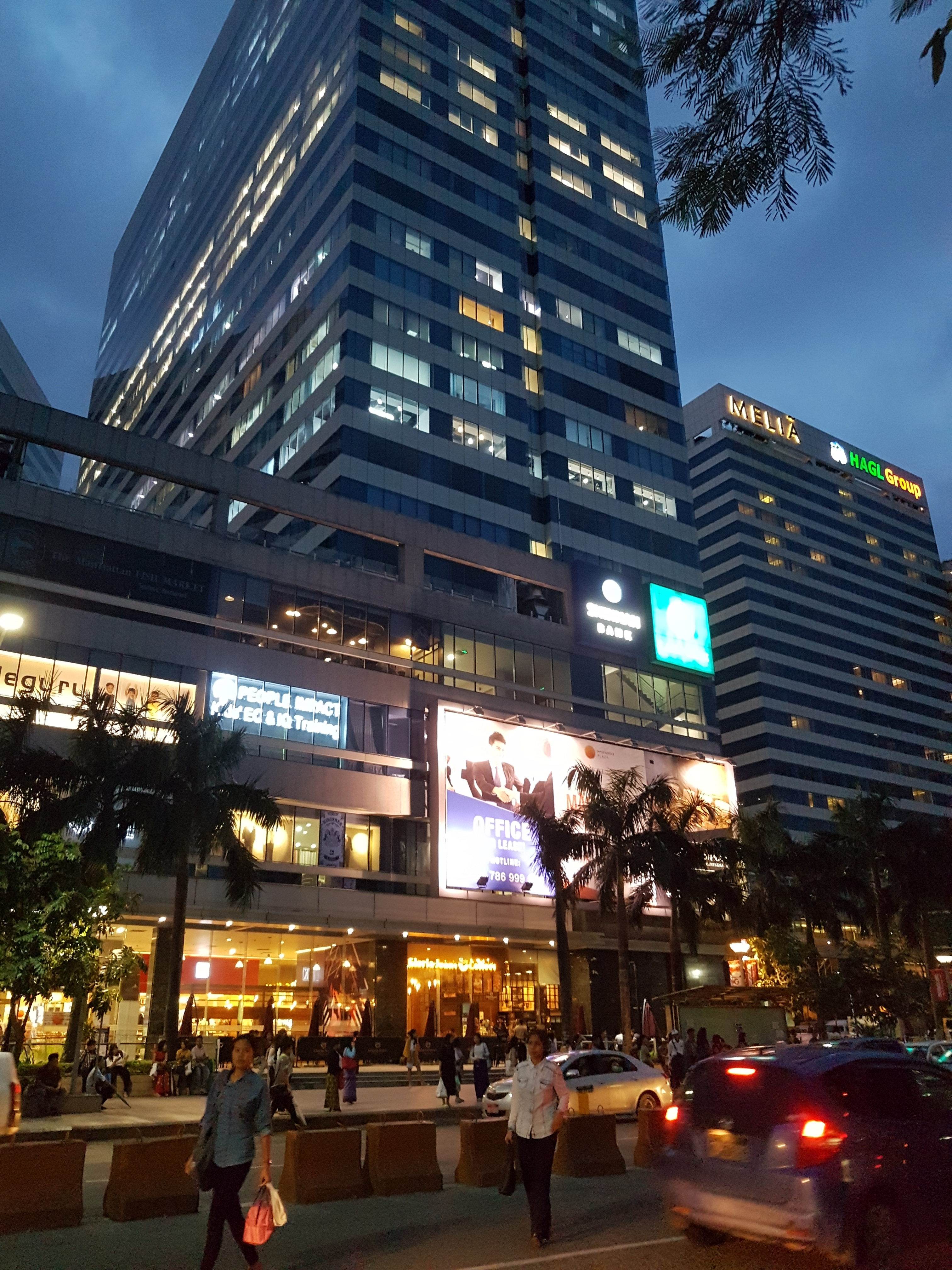
夜景
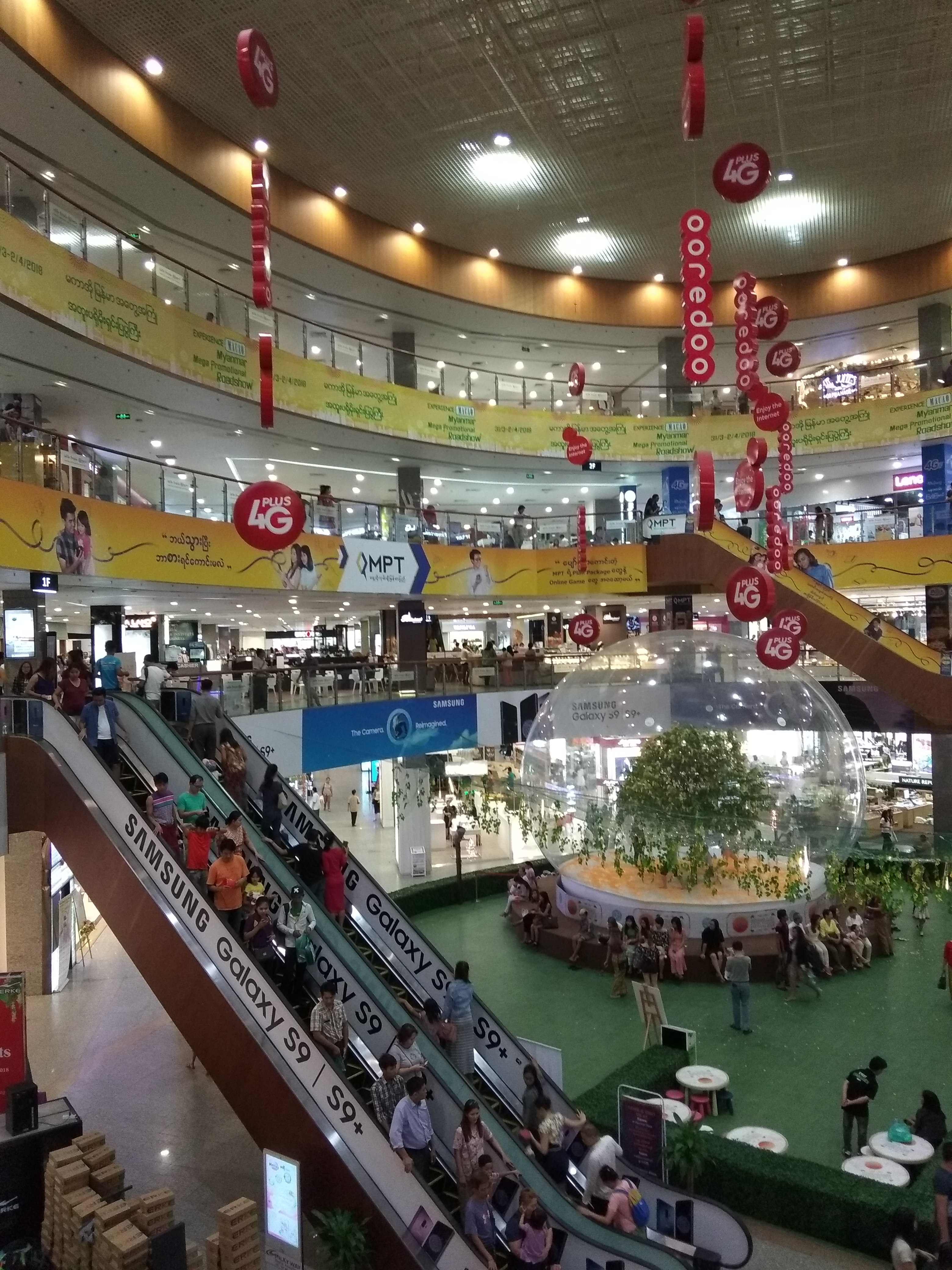
商場內部

## 外部連結
- 官方网站 （英文） （缅甸语）